# IC 4820
IC 4820 ist eine Balken-Spiralgalaxie vom Hubble-Typ SBcd im Sternbild Pfau am Südsternhimmel. Sie ist schätzungsweise 171 Millionen Lichtjahre von der Milchstraße entfernt und hat einen Durchmesser von etwa 65.000 Lichtjahren.

Das Objekt wurde am 13. August 1901 von DeLisle Stewart entdeckt.